# Kastav
Kastav je grad u zapadnom dijelu Primorsko-goranske županije, u neposrednoj blizini Rijeke i Opatije. 

Grad Kastav sazdan je na 365 metara visokome brijegu ponad Kvarnera, na sjevernome Jadranu. U neposrednoj je blizini Rijeke, važnoga hrvatskoga gospodarskoga i kulturnog središta, i opatijske rivijere, jedne od omiljenijih turističkih odredišta u Hrvatskoj. 
Izdignut iznad gradske vreve, Kastav je tijekom dugih stoljeća očuvao svoju bogatu povijest, brojne vrijedne arhitektonske i druge spomenike, kulturu i tradiciju, netaknutu prirodu. Istovremeno je, hodeći ukorak s vremenom, razvio suvremen poduzetnički duh vidljiv u atraktivnoj i osebujnoj turističkoj ponudi, kao i u tradicionalnim gospodarskim granama. Kastav svakome posjetitelju može ponuditi izvanredan spoj užitaka i poslovnih mogućnosti.

## Povijest
Povijest Kastva seže daleko u prethistorijsko doba, o čemu svjedoče brojni arheološki nalazi. Vrijedno je nalazište ilirska nekropola pronađena u vrtači Mišinci podno Kastva. Tamo su Japodi (pripadnici jednoga od ilirskih plemena) u razdoblju od VI. do II. st. pr. n. e. pokapali svoje mrtve. U nekropolama su, između ostaloga, pronađeni primjerci nakita, dugmadi, ukrasnih igala.
Nije pouzdano utvrđeno po čemu je Kastav dobio ime. Neka tumačenja navode da je ime izvedeno od keltske riječi kast - stijena, a druga od latinske riječi castellum - utvrda, dvorac.
O srednjovjekovnoj živosti na području Kastavštine svjedoče do danas očuvani vrijedni spomenici - gradski Kaštel, gradska Loža i Volta, crkva sv. Jelene Križarice, Trg Lokvina, ruševna Crekvina i crkvica Sv. Trojice, ali i mnoštvo detalja ugrađenih u kamenu jezgru ovoga grada.
O iznimno bogatoj povijesti grada Kastva svjedoče zapisi u mnogim knjigama; pisani ga dokumenti navode u svim važnijim izdanjima koja se bave hrvatskom poviješću, pa i poviješću ovoga dijela Europe.

## Stanovništvo
| broj stanovnika | 2518  | 2519  | 2626  | 2991  | 3238  | 3460  | 2498  | 2830  | 2005  | 2117  | 2189  | 2290  | 4485  | 5995  | 8891  | 10440 | 10202 |
|                 | 1857. | 1869. | 1880. | 1890. | 1900. | 1910. | 1921. | 1931. | 1948. | 1953. | 1961. | 1971. | 1981. | 1991. | 2001. | 2011. | 2021. |

## Zemljopis
Grad Kastav prostire se na brdima uz sjeverni rub Riječkog zaljeva. Stara gradska jezgra Kastva je smještena na brdu 350 m iznad mora, 11 km zapadno od Rijeke, uz cestu Rijeka - Trst. Područje lokalne samouprave obuhvaća oko 11 km2.
Iz grada se pruža lijep pogled na Kvarner s otocima Cresom i Krkom, kao i na planinu Učku i popularno ljetovalište Opatiju.

### Gradska naselja
Kastav se sastojao od 6 naselja: Brnčići, Ćikovići, Kastav, Rubeši, Spinčići, Trinajstići.
Od 1. kolovoza 2003. sva su naselja objedinjena u Kastav.

## Turistička ponuda
Gastronomija: Restorani "Kukuriku", "Villa Mira", "Bonaca" ; Bistro "Loža"; Bistro "Mala riba" ;Pizzeria "Rustica" ; Oštarija "Fortica", i drugo
Hoteli i pansioni: Hotel Kukuriku, Pansion Villa Mira, privatni smještaj
Događanja : Bela nedeja, Kastafsko kulturno leto, Kastav blues festival, Advent s najljepšim pogledom, Pust, Antonjski rog, Dan grada Kastva, Jelenina, Zeleni Kastav, Revija Zdola neba kastavskega, Maškarani centar Kastav, Susret vinara kastavštine Belica, Festival puhačkih orkestara, Kastavske sportske igre.  
Privatni smještaj: boravak u Kastvu moguć je u visokokvalitetnim privatnim kućama za odmor, apartmanima i sobama. Više informacija na stranicama Turističke zajednice- Grada Kastva Arhivirana inačica izvorne stranice od 24. kolovoza 2018. (Wayback Machine)

## Politika

### 2017.-
Na lokalnim izborima u Kastvu 21. svibnja 2017. pobijedila je velika koalicija 7 lijevo-liberalnih i regionalističkih stranaka pod vodstvom SDP-a. Za gradonačelnika je izabran Matej Mostarac (SDP) s osvojenih 50,07% glasova u drugom krugu.
Rezultati izbora:
| Izborna lista                | Glasovi (%)    | Mandati |
| ---------------------------- | -------------- | ------- |
| SDP-PGS-IDS-HNS-ARS-HSU-HSS  | 1.409 (41,93%) | 8       |
| Akcija mladih                | 864 (25,71%)   | 4       |
| HDZ-HDS-HSP-HSLS             | 812 (24,16%)   | 4       |
| Narodna stranka - Reformisti | 275 (8,18%)    | 1       |

## Poznate osobe
Aleji velikana posjetitelje Kastva pozdravlja Vladimir Nazor, veliki hrvatski književnik koji je u Kastvu na mjestu ravnatelja Učiteljske škole proveo 10 godina (od 1908. do 1918.), a poznato je i da je upravo u Kastvu počeo pisati i na čakavštini.
Nekoliko se koraka uzbrdo nalazi poprsje Ivana Matetića Ronjgova, muzikologa i skladatelja, koji je postavio teorijske temelje tzv. istarske ljestvice; zaljubljenika u ovaj kraj koji je brižljivo prikupljao i bilježio glazbenu baštinu Istre, Primorja i sjevernojadranskih otoka. Na temelju je toga narodnoga blaga napisao i mnoge autorske skladbe.
Slijede poprsja istarskoga trolista - Vjekoslava Spinčića, Matka Laginje i Matka Mandića - poznatih po prosvjetiteljskomu radu tijekom druge polovice XIX. stoljeća te borbi za nacionalna, ekonomska i politička prava žitelja ovoga kraja.
Tu su još i: 
- Vincent iz Kastva je oslikao freske u crkvi Sv. Marije na Škrilinah u Bermu 1474. godine.
- U Kastvu su se rodili Otac Marijan Blažić, Vjekoslav Spinčić i Milan Marjanović.
- Ravnatelj učiteljske škole 1908. – 1918. u Kastvu je bio Vladimir Nazor.
- Tomislav Išek, hrv. povjesničar
- Zlatko Crnković (glumac)

Grad Kastav se ponosi i sa svojim proslavljenim osobama iz suvremenog života kao što su: 
- Samir Barač
- Sanja Popović
- Andrej Prskalo
- Mate Maleš
- Antonela Doko
- Feručo Škrobonja, hrv. nogometni sudac

- Zvonko Radić, hrv. nogometni sudac

## Spomenici i znamenitosti
- Aleja velikana
- Osojnakova kotlarija
- Crkvica sv. Sebastijana i Fabijana
- Fortica
- Gradska loža
- Voltica
- Muzejska zbirka Kastavštine
- Vikotova bačvarija
- Idičina peknjica
- Delavska škola

- Crekvina
- Speleogalerija
- Lokvina, Kaštel i crkvica Sv. Trojice
- Župna crkva sv. Jelene Križarice, na najvišoj točki Kastva
- Kapelice: (sv. Antuna Pustinjaka, sv. Mihovila)
- Gradska vrata i zidine
- eko-staza u kastavskoj šumi
- Machaerites kastavensis – Kastavski žmurac, podzemni kukac dobio naziv po Kastvu, kojeg su otkrili članovi speleološke udruga "Estavele"

## Ekonomija
Kastavština je još od davnih vremena poznata kao kraj vrsnih zanatlija, pa kastavsko gospodarstvo i danas, prije svega, obilježavaju mali i srednji poduzetnici i obrtnici, te tek nekoliko većih tvrtki. Osim što se pokazalo da upravo takvi gospodarski subjekti imaju budućnost u suvremenim uvjetima poslovanja, takvom strukturom gospodarstva Kastavština ujedno čuva i svoje naslijeđe, kako prirodno, tako i kulturno, ustrajući na razvoju ekološki prihvatljivih djelatnosti, potpuno u skladu s trendovima održivoga razvoja. Grad Kastav je od 1999. godine potpisnik i tzv. Aalborške povelje - povelje o održivome razvoju evropskih gradova za 21. stoljeće, čime se pridružio međunarodnome društvu od oko 400 gradova iz 35 europskih zemalja.

## Kultura
Grad Kastav se oduvijek s pravom ponosio svojom kulturnom baštinom, a kulturne su manifestacije i danas najprepoznatljivije obilježje grada. Kastav je tijekom drugih stoljeća sačuvao znatan dio svojih kulturno-povijesnih spomenika i tradicija, a svaka je nova generacija Kastavaca tome mozaiku kulturnoga blaga dodavala poneki nov kamenčić.
Kastav se može pohvaliti vrlo razvijenom glazbenom tradicijom, kao i drugim vidovima, najvećim dijelom amaterskoga, kulturnoga rada. Na zasadima kastavskoga kulturnoga amaterizma nikle su tijekom proteklih desetljeća manifestacije Kastafsko kulturno leto, Festival gitare i Kastav Blues Festival, koje se ubrajaju među najbolje ljetne manifestacije u ovoj regiji. Počeci međunarodnoga festivala kulture Kastafsko kulturno leto sežu u 1992. godinu, a Festival gitare se s iznimnim uspjehom održava od 1997. godine. Kastav Blues Festival, kao jedinstvena i najveća glazbena manifestacija ovoga profila u regiji, a i šire, prvi se puta održala 2008. godine otkada Kastav postaje neizbježna glazbena postaja kako eminentnih glazbenika, tako i sve brojnijih slušatelja i ljubitelja bluesa.
Na početku bijaše riječ. Riječ se razvijala i ostala. Prva ustanova u Istri koja je odigrala bitnu ulogu u poticanju i širenju domaće, hrvatske riječi bila je kastavska čitaonica osnovana 1866. Ovogodišnja okrugla obljetnica, prilika je za prisjećanje i promišljanje, tadašnjeg duha, kao i današnjeg stanja svijesti. Također za njegovanje čitalačke kulture, poznavanje, čitanje i čuvanje knjiga - čovjekova najboljeg prijatelja.

## Atelieri
Atelier POTOČNJAK mjesto je u kojem umjetnik Ante Potočnjak izlaže svoje osebujne radove. Godine 2006. predsjednik Republike Hrvatske Stjepan Mesić odlikovao ga je Redom Danice hrvatske s likom Marka Marulića za izuzetan doprinos hrvatskoj kulturi, a iste je godine primljen u europski viteški red Von Delo kao istaknuti humanist i umjetnik.
Atelier JANTOLEK je otvoren 6. lipnja 2009. godine kao prostor djelovanja slikara Saše Jantoleka, čija se djela ovdje mogu razgledati tijekom cijele godine.
Atelier PAVIĆ radni je i izložbeni prostor umjetnika Željana Pavića iz Kastva (r. 1952. god.), koji je likovnu umjetnost diplomirao na Pedagoškoj akademiji u rodnoj Rijeci.
Atelier iArte by Sla Gdje je umjetnost poziv na ljepotu... Modni boutique obitelji Cvetković nastao je 70-ih godina prošloga stoljeća i prvi je umjetnički prostor u Kastvu. Godine 2013. preuređen je u polivalentni prostor za izradu djela i njihovu izložbu s ciljem oprimjerenja umjetnosti življenja.
Yasna Skorup Krneta: Ambijentalna instalacija – objekti od metala i pronađenih (odbačenih) predmeta – postavljena u gradu Kastvu pred Crekvinom. Nesvakidašnja umjetnička kreacija predstavlja Kastav s njegovim kućicama i prepoznatljivim zvonikom. 

## Rekreacija
Budući da Kastav uz kulturnu i graditeljsku baštinu ima i iznimno atraktivne krajolike i očuvanu prirodu, Turistička zajednica i Grad Kastav poduprli su projekt Udruge umirovljenika i starijih osoba Šećimo po Loze i Lužine. Rezultat su te suradnje, uz sredstva iz donacije AED-a, tri uređene šetnice kroz kastavske šumske ljepotice, Lozu i Lužinu, otvorene 2005. godine povodom Svjetskoga dana pješačenja. Nekada je Kastav bio polazište, odnosno cilj (ovisno o tome s koje strane krećete) Europskoga pješačkoga puta E-6, koji je vodio sve do Švedske. Stvaranje državne granice sa Slovenijom prekinulo je taj izvorni pravac koji, za sada, završava u slovenskoj luci Kopar. Kako zdrav duh može opstati samo u zdravome tijelu, Kastavština ne zaostaje ni u sportskim terenima. Uz sportsku dvoranu i igralište, uređeni su i boćalište te teniski tereni, a na nekoliko lokacija postoji i mogućnost raznih oblika rekreacije (yoga, fitness, pilates/medicinska gimnastika, spinning, zumba, S-faktor, tae-bo, funkcional mix, bodyworkout, girja workout, košarka, odbojka, rukomet, karate, mali nogomet...).
Kastavska Crekvina polazišna je točka 63 kilometara dugačke biciklističke transverzale riječkoga prstena – biciklističke rute koja ljubiteljima aktivnoga odmora i rekreacije pruža drugačiji doživljaj ove poviješću i tradicijom bogate regije. Cikloturisti i zaljubljenici u biciklizam mogu obići šire područje Kastavštine slijedeći transverzalu i njezine dvije poveznice – 5.5 kilometara dugačku stazu Kastav – Brajani – Stanić i šestkilometarsku stazu Kastav – Viškovo – Kablari, kao i staze s područja općine Klana, Viškovo i Matulji. Nakon uzbudljive vožnje po terenski raznolikim stazama predlažemo vam odmor pod stoljetnim krošnjama kastavske Fortice uz, i više nego dojmljiv, zalazak sunca.
OPG ranč Sivi Vrabac-uz šetnju, trčanje i biciklizam, zaljubljenici u prirodne ljepote kastavskih šuma Loze i Lužine sve se češće odlučuju na uživanje u miru ovoga zelenog bogatstva iz malo drugačije perspektive – jahanjem na konjima OPG ranča Sivi Vrabac. Poznati kastavski jahačko-rekreativni centar smješten je u neposrednoj blizini starogradske jezgre, na početku šetnice, tek 350 metara udaljen od impresivne Crekvine. Ranč nudi mogućnosti terenskoga, sportsko-rekreativnoga i samostalnoga jahanja kako za početnike, tako i za napredne jahače.

## Šport
- Od 1976. u Kastafskoj šumi održava se Kastafski kros.
- ASK Kastavac, automobilistički klub koji njeguje natjecanje u autocrossu.
- KK Kastav, košarkaški klub
- MNK Kastav, malonogometni (futsal) klub
- Zekin trofej, košarkaški turnir koji se održava u spomen na prerano preminulog Zehrida Kadrića Zeku, "oca kastavske košarke" održava se od 2008.[7][8]
- Kastavske sportske igre održavaju se od 1964. i jedna su od najmasovnijih i najdugovječnijih amaterskih sportskih manifestacija u Hrvatskoj[9][10]
- međunarodni odbojkaški turnir Rivike[11]

## Vanjske poveznice
- Grad Kastav
- Radio Kastav
- Turistička zajednica Grada Kastva  Arhivirana inačica izvorne stranice od 24. kolovoza 2018. (Wayback Machine)
- Kastafsko kulturno leto
- Klapa Kastav
- Kastav Blues Festival  Arhivirana inačica izvorne stranice od 24. kolovoza 2018. (Wayback Machine)

|  | Portal Hrvatske: pristup člancima s tematikom o Hrvatskoj |